# Jonathan Faña
Jonathan Rafael Faña Frías (Moca, 11 aprile 1987) è un calciatore dominicano, attaccante dell'Atlético San Francisco.

## Carriera

### Club
Gioca dal 2004 al 2005 al Moca. Nel 2006 passa al W Connection. Nel 2010 si trasferisce al Puerto Rico Islanders. Nel 2012 viene acquistato dall'Alianza. Nel 2014, dopo una breve esperienza al San Antonio Scorpions, passa al Moca. Nel 2015 si trasferisce al Bauger. Nel 2016, dopo aver giocato al Cibao, viene acquistato dall'Árabe Unido. Nel 2017 passa al Moca.

### Nazionale
Debutta in Nazionale il 29 settembre 2006, in Bermuda-Repubblica Dominicana, in cui mette a segno una rete. Il 1º ottobre 2006, in Isole Vergini americane-Repubblica Dominicana mette a segno 4 reti.

## Palmarès

### Club

#### Competizioni nazionali
- Coppa di Lega di Trinidad e Tobago: 3

W Connection: 2006, 2007, 2008
- Trinidad and Tobago Pro Bowl: 1

W Connection: 2007
- Trinidad and Tobago Goal Shield: 1

W Connection: 2009
- USSF Division 2 Pro League: 1

P.R. Islanders: 2010
- Campionato dominicano: 1

Moca: 2014
- Copa Dominicana de Fútbol: 1

Cibao: 2015

#### Competizioni internazionali
- Campionato per club CFU: 5

W Connection: 2006, 2009
P.R. Islanders: 2010, 2011
Atlético Pantoja: 2018

#### Individuale
- Capocannoniere della Liga Mayor: 1

2004-2005 (16 gol)
- Capocannoniere del Campionato per club CFU: 2

.2009 (6 gol), 2011 (4 gol)